# Kutchan
Kutchan (jap. 倶知安町 Kutchan-chō) – miasto w Japonii, w prefekturze Hokkaido, w podprefekturze Shiribeshi. Według danych na rok 2020 miejscowość zamieszkiwało 15 129 mieszkańców , a gęstość zaludnienia wyniosła 57,9 os./km².